# مسمت سیرت جهان شاپنا
مسمت سیرت جهان شاپنا (انگلیسی: Mosammat Sirat Jahan Shopna؛ زادهٔ ۱۰ آوریل ۲۰۰۱) بازیکن فوتبال اهل بنگلادش است.

وی همچنین در تیم‌های ملی فوتبال Bangladesh women's national under-20 football team و زنان بنگلادش بازی کرده‌است.